# Mysterious Mermaids
Mysterious Mermaids (Originaltitel: Siren, englisch für Sirene) ist eine US-amerikanische Fernsehserie, die seit dem 29. März 2018 auf Freeform ausgestrahlt wird.
Im deutschsprachigen Raum wurde die erste Staffel ab dem 27. Februar 2019 vom Sender ProSieben ausgestrahlt.
Im August 2020 wurde die Serie nach drei Staffeln eingestellt.

## Handlung
Die Serie spielt in der Küstenstadt Bristol Cove, einer Stadt, die mit den sagenumwobenen schönen Meerjungfrauen wirbt, deren Einwohner allerdings durch Umweltverschmutzung und Überfischung das Gleichgewicht zwischen Natur und Mensch zerstören, weshalb die Meerjungfrauen näher an die Küste müssen, um Nahrung zu finden. Während einer Jagd wird die Schwester der Meerjungfrau Ryn im  Netz eines Fischerbootes gefangen. Daraufhin beschließt Ryn, ihr an Land zu folgen und sie zurück ins Meer zu bringen. Sie trifft den Meeresbiologen Ben und dessen Freundin Maddie, welche recht schnell dahinter kommen, wer ihre neue Freundin ist und was diese alles kann, denn entgegen der allgemeinen Sichtweise auf Meerjungfrauen sind diese alles andere als süß, sondern vielmehr eine räuberische Spezies. Auf der Suche nach Ryns Schwester treffen sie ebenso auf Verbündete wie auf Feinde, unter anderem das US-Militär. Es bricht ein Wettlauf mit der Zeit an und es entsteht ein Kampf zwischen Menschen und Meeresbewohnern um die Nutzung des Meeres.

## Besetzung und Synchronisation
Die deutschsprachige Synchronfassung entsteht im Auftrag von ProSiebenSat.1 Media durch die Synchronfirma Interopa Film in Berlin. Die Fassung entsteht nach den Dialogbücher und der Dialogregie von Heike Kospach.

### Hauptbesetzung
| Rollenname                     | Schauspieler/in      | Hauptrolle (Episoden) | Nebenrolle (Episoden) | Synchronsprecher |
| ------------------------------ | -------------------- | --------------------- | --------------------- | ---------------- |
| Benjamin „Ben“ Gregory Pownall | Alex Roe             | 1.01–3.10             |                       | Ricardo Richter  |
| Ryn Fisher                     | Eline Powell         | 1.01–3.10             |                       | Alice Bauer      |
| Xander McClure                 | Ian Verdun           | 1.01–3.10             |                       | Simon Derksen    |
| Madalyn „Maddie“ Bishop        | Fola Evans-Akingbola | 1.01–3.10             |                       | Esra Vural       |
| Donna                          | Sibongile Mlambo     | 1.01–1.10             | 2.14, 3.03            | Anja Stadlober   |
| Helen Hawkins                  | Rena Owen            | 1.01–3.10             |                       | Arianne Borbach  |
| Tia                            | Tiffany Lonsdale     | 3.01–3.10             |                       | Rubina Nath      |

### Nebenbesetzung
| Rollenname               | Schauspieler/in        | Nebenrolle (Episoden)                                                                                    | Synchronsprecher                 |
| ------------------------ | ---------------------- | --- | -------------------------------- |
| Chris Mueller            | Chad Rook              | 1.01–1.08, 2.07, 2.14, 2.15                                                                              | Tim Knauer                       |
| Calvin Lee               | Curtis Lum             | 1.01–1.05, 1.07, 1.08, 1.10, 2.01, 2.02, 2.04, 2.06–2.10, 2.12, 2.13, 2.15, 2.16, 3.01, 3.02, 3.04, 3.05 | Julius Jellinek                  |
| Jerry                    | David Kaye             | 1.01, 1.03, 1.05, 1.06, 1.10, 2.01–2.04, 2.08, 3.01                                                      | Sebastian Kluckert               |
| Sheriff Dale Bishop      | Gil Birmingham         | 1.01–1.04, 1.07, 1.09, 1.10, 2.01–2.03, 2.06, 2.07, 2.16, 3.01                                           | Lutz Schnell                     |
| Ted Pownall              | David Cubitt           | 1.01–1.03, 1.05, 1.06, 1.08, 1.10, 2.01, 2.02, 2.05–2.09, 2.11, 2.12, 2.14–2.16, 3.01–3.03, 3.05         | Wolfgang Wagner                  |
| Elaine Pownall           | Sarah-Jane Redmond     | 1.01, 1.03, 1.05, 1.06, 1.08–1.10, 2.02, 2.03, 2.06, 2.08–2.12, 2.15, 2.16, 3.01–3.03                    | Katrin Zimmermann                |
| Doug Pownall             | Andrew Jenkins         | 1.01, 1.03, 1.04, 1.06, 1.08, 2.05, 2.06, 2.09, 2.11                                                     | David Turba                      |
| Admiral Harrison         | Anthony Harrison       | 1.01, 1.03–1.07                                                                                          | Martin Schubach                  |
| Aldon Decker             | Ron Yuan               | 1.02–1.07, 1.09, 1.10                                                                                    | Thomas Schmuckert                |
| Deputy Marissa Staub     | Tammy Giles            | 1.02, 1.03, 1.05–1.10, 2.01–2.03, 2.06, 2.07, 3.05                                                       | Anna Amalie Blomeyer             |
| Janine                   | Hannah Levien          | 1.02–1.04, 1.08–1.10, 2.01, 2.02, 2.04, 2.06–2.10, 2.12, 2.16, 3.01, 3.03–3.05                           | Sophie Lechtenbrink              |
| Deputy Clarence          | Graeme Duffy           | 1.02, 1.05, 1.06, 1.10, 2.01, 2.02, 2.07                                                                 | Roland Wolf                      |
| Roberta                  | Marilyn Norry          | 1.05, 2.02, 2.09, 3.01, 3.02                                                                             | Karid David                      |
| Levi                     | Sedale Threatt Jr.     | 1.07–1.09, 2.01–2.09, 2.12, 2.13, 3.05                                                                   | Kaze Uzumaki                     |
| Katrina                  | Ayla Marzolf           | 1.08, 1.09, 2.01–2.09, 3.02, 3.05                                                                        | Isabelle Schmidt                 |
| Patti McClure            | Jill Teed              | 1.08, 1.09, 2.07, 3.05, 3.09                                                                             | Heide Domanowski                 |
| Susan Bishop             | Garcelle Beauvais      | 2.01–2.07, 2.11, 2.15                                                                                    | Marion Musiol                    |
| Nicole Martinez          | Natalee Linez          | 2.01–2.12                                                                                                | Sarah Alles                      |
| Frank / Sarge            | Hugo Ateo              | 2.01–2.09, 3.01, 3.02                                                                                    | Jan Andreesen                    |
| Cami                     | Millan Tesfazgi        | 2.01–2.09, 2.16, 3.02–3.05                                                                               | Nela Schmitz                     |
| Viv                      | Alvina August          | 2.01–2.09                                                                                                | Heide Ihlenfeld                  |
| Eliza                    | Georgia Scarlet Waters | 2.01–2.09, 2.12, 2.14, 2.15, 3.02, 3.03, 3.05                                                            | Nurcan Özdemir                   |
| Ian Sutton               | Luc Roderique          | 2.02, 2.03, 2.05, 2.06, 2.08, 2.09, 2.12, 2.13, 2.15, 2.16                                               | Jannik Endemann                  |
| Rick Marzdan             | Brendan Fletcher       | 2.02–2.05, 2.08–2.10, 2.12, 2.13, 2.16                                                                   | Michael Deffert                  |
| Commander David Kyle     | Michael J. Rogers      | 2.07–2.09, 2.11–2.16, 3.01                                                                               | Georgios Tzitzikos               |
| Elizabeth „Beth“ Marzdan | Caroline Cave          | 2.09, 2.10, 2.12–2.15, 3.04                                                                              | Gundi Eberhard                   |
| Bryan                    | Daniel Cudmore         | 2.09, 2.10, 2.14–2.16, 3.03, 3.04                                                                        | Sebastian Christoph Jacob        |
| Meredith                 | Kiomi Pyke             | 2.13–2.16, 3.01, 3.03, 3.04                                                                              | Lea Faßbender                    |
| Hunter                   | Katie Keough           | 2.14, 2.15, 3.02–3.05                                                                                    | Sandrine Mittelstädt             |
| Mate                     | Aryeh-Or               | 2.14, 2.15, 3.05, 3.09, 3.10                                                                             | Jan Kurbjuweit Markus Nichelmann |
| Dr. Leena                | Kaaren de Zilva        | 2.15, 2.16, 3.01, 3.03, 3.04                                                                             | Sabina Arnhold                   |
| Robb Wellens             | Deniz Akdeniz          | 3.01–3.05, 3.10                                                                                          | Sebastian Fitzner                |
| Annie Brennan            | Megan Danso            | 3.02–3.05, 3.09                                                                                          | Flavia Vinzens                   |

1. ↑  In Staffel 3.

## Episodenliste

### Staffel 1
| Nr. (ges.) | Nr. (St.) | Deutscher Titel                  | Originaltitel               | Erstausstrahlung USA | Deutschsprachige Erstausstrahlung (D) | Regie             | Drehbuch                               | Quoten (USA) |
| ---------- | --------- | -------------------------------- | --------------------------- | -------------------- | ------------------------------------- | ----------------- | -------------------------------------- | ------------ |
| 1          | 1         | Wer bist du?                     | Pilot                       | 29. März 2018        | 27. Feb. 2019                         | Scott Stewart     | Eric Wald Idee: Eric Wald & Dean White | 0,872 Mio.   |
| 2          | 2         | Die Schwester                    | The Lure                    | 29. März 2018        | 27. Feb. 2019                         | Nick Copus        | Eric Wald                              | 0,869 Mio.   |
| 3          | 3         | Interview mit einer Meerjungfrau | Interview With a Mermaid    | 5. Apr. 2018         | 27. Feb. 2019                         | Jay Karas         | Emily Whitesell                        | 0,621 Mio.   |
| 4          | 4         | Auf der Flucht                   | On the Road                 | 12. Apr. 2018        | 6. März 2019                          | Steven A. Adelson | Elle Triedman                          | 0,683 Mio.   |
| 5          | 5         | Hunger                           | Curse of the Starving Class | 19. Apr. 2018        | 6. März 2019                          | John Badham       | Michael Gans & Richard Register        | 0,692 Mio.   |
| 6          | 6         | Die Jagd                         | Showdown                    | 26. Apr. 2018        | 6. März 2019                          | Martha Coolidge   | Holly Brix                             | 0,587 Mio.   |
| 7          | 7         | Angriff aus der Tiefe            | Dead in the Water           | 3. Mai 2018          | 13. März 2019                         | Nick Copus        | Ian Sobel & Matt Morgan                | 0,513 Mio.   |
| 8          | 8         | Mensch oder Tier?                | Being Human                 | 10. Mai 2018         | 13. März 2019                         | Amanda Tapping    | Liz Maccie                             | 0,496 Mio.   |
| 9          | 9         | Rache                            | Street Fight                | 17. Mai 2018         | 13. März 2019                         | Joe Menendez      | Zach Ayers                             | 0,615 Mio.   |
| 10         | 10        | Sirenengesang                    | Aftermath                   | 24. Mai 2018         | 13. März 2019                         | Nick Copus        | Eric Wald & Emily Whitesell            | 0,658 Mio.   |

### Staffel 2
| Nr. (ges.) | Nr. (St.) | Deutscher Titel            | Originaltitel        | Erstausstrahlung USA | Deutschsprachige Erstausstrahlung (D) | Regie             | Drehbuch                        | Quoten (USA) |
| ---------- | --------- | -------------------------- | -------------------- | -------------------- | ------------------------------------- | ----------------- | ------------------------------- | ------------ |
| 11         | 1         | Schallwellen               | The Arrival          | 24. Jan. 2019        | 6. März 2020                          | Matt Hastings     | Emily Whitesell                 | 0,709 Mio.   |
| 12         | 2         | Landgang                   | The Wolf at the Door | 31. Jan. 2019        | 13. März 2020                         | Amanda Row        | Eric Wald                       | 0,529 Mio.   |
| 13         | 3         | Überleben des Stärkeren    | Natural Order        | 7. Feb. 2019         | 20. März 2020                         | Joe Menendez      | Heather Thomason                | 0,424 Mio.   |
| 14         | 4         | Öl und Wasser              | Oil and Water        | 14. Feb. 2019        | 27. März 2020                         | John Badham       | Ian Sobel & Matt Morgan         | 0,518 Mio.   |
| 15         | 5         | Urinstinkte                | Primal Instincts     | 21. Feb. 2019        | 3. Apr. 2020                          | Ellen S. Pressman | Liz Maccie                      | 0,502 Mio.   |
| 16         | 6         | Der Notruf                 | Distress Call        | 28. Feb. 2019        | 10. Apr. 2020                         | David Grossman    | Michael Gans & Richard Register | 0,408 Mio.   |
| 17         | 7         | Das Geheimnis              | Entrapment           | 7. März 2019         | 17. Apr. 2020                         | Amanda Row        | Zoë Green                       | 0,441 Mio.   |
| 18         | 8         | Die Aktion                 | Leverage             | 14. März 2019        | 24. Apr. 2020                         | Joe Menendez      | Eric Wald                       | 0,508 Mio.   |
| 19         | 9         | Das Ende der North Star    | No North Star        | 13. Juni 2019        | 1. Mai 2020                           | Geoff Shotz       | Sarah Wise                      | 0,557 Mio.   |
| 20         | 10        | All In                     | All In               | 20. Juni 2019        | 8. Mai 2020                           | David Solomon     | Heather Thomason                | 0,425 Mio.   |
| 21         | 11        | Das Abendessen             | Mixed Signals        | 27. Juni 2019        | 15. Mai 2020                          | Ben Bray          | Ian Sobel & Matt Morgan         | 0,390 Mio.   |
| 22         | 12        | Mission Echokammer         | Serenity             | 27. Juni 2019        | 22. Mai 2020                          | Steven A. Adelson | Elias Benavidez                 | 0,374 Mio.   |
| 23         | 13        | Paarungszeit               | The Outpost          | 11. Juli 2019        | 29. Mai 2020                          | Amanda Tapping    | Cole Fowler                     | 0,415 Mio.   |
| 24         | 14        | Die letzten Meerjungfrauen | The Last Mermaid     | 18. Juli 2019        | 5. Juni 2020                          | Barbara Brown     | Michael Gans & Richard Register | 0,409 Mio.   |
| 25         | 15        | Entdeckung                 | Sacrifice            | 25. Juli 2019        | 12. Juni 2020                         | Rachel Leiterman  | Liz Maccie                      | 0,525 Mio.   |
| 26         | 16        | Schöne neue Welt           | New World Order      | 1. Aug. 2019         | 19. Juni 2020                         | Nick Copus        | Emily Whitesell Idee: Eric Wald | 0,435 Mio.   |

### Staffel 3
| Nr. (ges.) | Nr. (St.) | Deutscher Titel               | Originaltitel        | Erstausstrahlung USA | Deutschsprachige Erstausstrahlung (D) | Regie             | Drehbuch                        | Quoten (USA) |
| ---------- | --------- | ----------------------------- | -------------------- | -------------------- | ------------------------------------- | ----------------- | ------------------------------- | ------------ |
| 27         | 1         | Grenzen                       | Borders              | 2. Apr. 2020         | 18. Sep. 2020                         | Joe Menendez      | Eric Wald                       | 0,509 Mio.   |
| 28         | 2         | Carson Sound                  | Revelations          | 2. Apr. 2020         | 25. Sep. 2020                         | Nick Copus        | Emily Whitesell                 | 0,401 Mio.   |
| 29         | 3         | Krieg steht bevor             | Survivor             | 9. Apr. 2020         | 2. Okt. 2020                          | Aprill Winney     | Sarah Wise                      | 0,416 Mio.   |
| 30         | 4         | Ryns Baby!                    | Life and Death       | 16. Apr. 2020        | 9. Okt. 2020                          | Joe Menendez      | Michael Gans & Richard Register | 0,369 Mio.   |
| 31         | 5         | Mama Ryn                      | Mommy and Me         | 23. Apr. 2020        | 16. Okt. 2020                         | John Badham       | Liz Maccie                      | 0,423 Mio.   |
| 32         | 6         | Die Insel                     | The Island           | 30. Apr. 2020        | 23. Okt. 2020                         | Amanda Row        | Cole Fowler                     | 0,340 Mio.   |
| 33         | 7         | In Alaska                     | Northern Exposure    | 7. Mai 2020          | 30. Okt. 2020                         | Marita Grabiak    | Gavin Johannsen                 | 0,406 Mio.   |
| 34         | 8         | Bis dass der Tod uns scheidet | Til Death Do Us Part | 14. Mai 2020         | 6. Nov. 2020                          | Bola Ogun         | Heather Thomason                | 0,416 Mio.   |
| 35         | 9         | Tias Rache                    | A Voice in the Dark  | 21. Mai 2020         | 13. Nov. 2020                         | Steven A. Adelson | Zoe Green                       | 0,430 Mio.   |
| 36         | 10        | Der Ruf des Meeres            | The Toll of the Sea  | 28. Mai 2020         | 20. Nov. 2020                         | Joe Menendez      | Eric Wald & Emily Whitesell     | 0,368 Mio.   |